# Episodi de Il tocco di un angelo (nona stagione)
La nona e ultima stagione della serie televisiva Il tocco di un angelo, composta da 22 episodi, è stata trasmessa negli Stati Uniti dal canale CBS dal 28 settembre 2002 al 27 aprile 2003.
| nº | Titolo originale               | Titolo italiano              | Prima TV USA      | Prima TV Italia |
| -- | ------------------------------ | ---------------------------- | ----------------- | --------------- |
| 1  | A Rock and a Hard Place        | Il meteorite                 | 28 settembre 2002 |                 |
| 2  | The Sixteenth Minute           | Il sedicesimo minuto         | 5 ottobre 2002    |                 |
| 3  | Two Sides to Every Angel       | Le due facce della medaglia  | 12 ottobre 2002   |                 |
| 4  | The Word                       | L'analfabeta                 | 19 ottobre 2002   |                 |
| 5  | A Feather on the Breath of God | Al centro del labirinto      | 26 ottobre 2002   |                 |
| 6  | Jump!                          | Un granello di speranza      | 2 novembre 2002   |                 |
| 7  | Bring on the Rain              | Questione di classe          | 9 novembre 2002   |                 |
| 8  | Remembering Me                 | Ricordandomi I               | 16 novembre 2002  |                 |
| 9  | Remembering Me, Part Two       | Ricordandomi II              | 23 novembre 2002  |                 |
| 10 | The Christmas Watch            | L'orologio di Natale         | 21 dicembre 2002  |                 |
| 11 | Private Eyes                   | L'investigatore privato      | 11 gennaio 2003   |                 |
| 12 | The Root of All Evil           | L'origine di ogni male       | 25 gennaio 2003   |                 |
| 13 | A Time for Every Purpose       | L'ultima lettera             | 1º febbraio 2003  |                 |
| 14 | And a Nightingale Sang         | Una magica sera              | 8 febbraio 2003   |                 |
| 15 | As It Is in Heaven             | La missione di Kelly         | 15 febbraio 2003  |                 |
| 16 | Song for My Father             | L'ultima nota                | 22 febbraio 2003  |                 |
| 17 | The Good Earth                 | La buona terra               | 1º marzo 2003     |                 |
| 18 | Virtual Reality                | Realtà virtuale              | 15 marzo 2003     |                 |
| 19 | The Show Must Not Go On        | Luce della ribalta           | 12 aprile 2003    |                 |
| 20 | At the End of the Aisle        | L'uomo sbagliato             | 19 aprile 2003    |                 |
| 21 | I Will Walk with You, Part One | L'ultima missione - 1ª parte | 26 aprile 2003    |                 |
| 22 | I Will Walk with You, Part Two | L'ultima missione - 2ª parte | 27 aprile 2003    |                 |